# Кофьяр (языки)
Кофьяр (англ. kofyar) — языковой кластер в составе ангасской группы западночадской языковой ветви. Основная территория распространения — штаты Плато и Насарава в центральной Нигерии. В кластер входят языки/диалекты кофьяр, мирьям (мерньянг), диммук (доемак), квалла (квагаллак) и другие.
Численность носителей идиомов кластера кофьяр составляет около 110 000 человек (2000). Все идиомы кластера кофьяр бесписьменные.

## Классификация
В соответствии с классификацией чадских языков, предложенной американским лингвистом П. Ньюманом, кластер, или язык, кофьяр входит в ангасскую группу западночадской языковой ветви вместе с языками ангас, чип, герка (йивом), гоэмаи (анкве), коеноем, монтол (теэл), пьяпун, сура (мупун) и тал. Согласно исследованиям П. Ньюмана, в пределах ангасской группы (или A.3) кофьяр вместе с языками чакфем-мушере, джорто, мишип (чип), мвагхавул (сура) и нгас (ангас) образуют кластер языков, включаемый в подгруппу собственно ангасских языков, сама же ангасская группа включается в подветвь западночадских языков A. Эта классификация приведена, в частности, в справочнике языков мира Ethnologue. В состав кластера кофьяр в этом справочнике включены идиомы кофьяр (квонг), квагаллак (ква’аланг, квалла), диммук (димук, доемак), мирриам (мерньянг), бвол (бвал, мбол), гворам (гивером, горам) и джипал (джепал, джепел, джибьял).
Согласно классификации, опубликованной в базе данных по языкам мира Glottolog, кластер кофьяр (включающий идиомы бвол, диммук, гворам, джипал, квагаллак, мирриам и ядерные кофьяр) вместе с языками чакфем-мушере и мишип (чип) образуют языковое объединение кофьяр-мушере-чип в составе группы западночадских языков A.3.
В классификации афразийских языков чешского лингвиста В. Блажека кластер кофьяр отнесён к подгруппе языков ангас, в которой представлены два языковых объединения: в первое вместе с кофьяр входят языки ангас, сура, чип, анкве (гоэмаи), монтол и пьяпун, во второе — язык герка (йивом). Подгруппа ангас вместе с подгруппой боле-тангале в данной классификации являются частью боле-ангасской группы, входящей в свою очередь в одну из двух подветвей западночадской языковой ветви.
В классификации афразийских языков Р. Бленча кластер кофьяр (включающий идиомы собственно кофьяр, мерньянг, доемак, квагаллак, бвол, гворам, джипал, тенг и шиндай) вместе с языками мвагхавул (сура), чакфем-мушере, мишип (чип) и джорто образуют языковое единство, входящее в объединение «a» подгруппы нгас группы боле-нгас подветви западночадских языков A.
В классификации, опубликованной в работе С. А. Бурлак и С. А. Старостина «Сравнительно-историческое языкознание», в составе группы сура-герка подветви собственно западночадских языков перечислены языки: джипал — в подгруппе сура-ангас; мирьям (мерньянг), диммук (доемак), квалла (квагаллак), бвал, гворам — в подгруппе герка-кофьяр.
В статье О. В. Столбовой «Ангасские языки», опубликованной в лингвистическом энциклопедическом словаре, идиомы джипал и кофьяр отмечены отдельно как два самостоятельных языка.

## Лингвогеография

### Ареал и численность
Область распространения кластера кофьяр размещена в центральной Нигерии на территории штата Плато — в районах Шендам, Мангу и Куа'ан Пан, а также на территории штата Насарава — в районе Лафия. В районе Шендам распространены идиомы кофьяр, мерньянг, доемак и квагаллак, в районе Куа’ан Пан — тенг и шиндай, в районе Мангу — джипал, в районе Лафия — бвол и гворам.
Ареал кластера кофьяр с севера, юга и востока окружён ареалами близкородственных западночадских языков. С севера область распространения кластера кофьяр граничит с ареалами языков рон, чакфем-мушере и мишип, с юга — с ареалом чересполосного расселения носителей различных языков, за которым расположен ареал языка тив. На востоке к ареалу кластера кофьяр примыкают ареалы языков тал, коеноем, монтол и гоэмаи. На западе с ареалом кофьяр соседствует ареал бенуэ-конголезского языка группы джарава мама.
Численность носителей языков/диалектов кофьяр по данным 1963 года составляла 72 946 человек. Согласно данным справочника Ethnologue, численность говорящих на идиомах кофьяр в 2000 году достигала 110 000 человек. По современным оценкам сайта Joshua Project численность носителей этого языкового кластера составляет 175 000 человек (2017).

### Социолингвистические сведения
По степени сохранности, в соответствии с данными сайта Ethnologue, идиомы кластера кофьяр относятся к так называемым стабильным, или устойчивым, языкам/диалектам, поскольку они используются в устном бытовом общении представителями этнической общности кофьяр всех поколений, включая детей. Стандартных форм у языков кофьяр нет. Представители этнической общности кофьяр в основном придерживаются традиционных верований, часть кофьяр по вероисповеданию является христианами (17 %), часть — мусульманами (15 %).

## Лингвистическая характеристика

### Фонетика и фонология

#### Гласные
Система вокализма языков кластера кофьяр состоит из 10 гласных фонем. Гласные различаются по степени подъёма языка, по ряду, по наличию или отсутствию лабиализации и по долготе:
| подъём  | ряд               | ряд               | ряд             | ряд             |
| подъём  | передний          | передний          | задний          | задний          |
| подъём  | нелабиализованные | нелабиализованные | лабиализованные | лабиализованные |
| подъём  | долгие            | краткие           | долгие          | краткие         |
| ------- | ----------------- | ----------------- | --------------- | --------------- |
| верхний | i:                | i                 | u:              | u               |
| средний | ɛ:                | ɛ                 | ɔ:              | ɔ               |
| нижний  | a:                | a                 |                 |                 |

#### Просодия
Кофьяр является тональным языком. Для него характерно наличие трёх тоновых уровней: высокого, среднего и низкого.